# 2024年世界水泳選手権パプアニューギニア選手団
2024年世界水泳選手権パプアニューギニア選手団は、2024年2月2日から2月18日までカタールのドーハで開催された第21回世界水泳選手権のパプアニューギニア選手団、およびその競技結果。

## 選手団
- 人員: 選手 3人

## 選手名簿・結果
| 選手                     | 種目               | 予選      | 予選 | 準決勝   | 準決勝   | 決勝     | 決勝     |
| 選手                     | 種目               | 結果      | 順位 | 結果     | 順位     | 結果     | 順位     |
| ------------------------ | ------------------ | --------- | ---- | -------- | -------- | -------- | -------- |
| ジョシュ・タレレ         | 男子50m自由形      | 24秒64    | 75位 | 予選敗退 | 予選敗退 | 予選敗退 | 予選敗退 |
| ジョシュ・タレレ         | 男子100m自由形     | 54秒72    | 83位 | 予選敗退 | 予選敗退 | 予選敗退 | 予選敗退 |
| トーマス・チェン         | 男子100m平泳ぎ     | 1分08秒39 | 64位 | 予選敗退 | 予選敗退 | 予選敗退 | 予選敗退 |
| トーマス・チェン         | 男子100mバタフライ | 1分00秒66 | 61位 | 予選敗退 | 予選敗退 | 予選敗退 | 予選敗退 |
| ジョージア＝リー・ヴェレ | 女子50m自由形      | 28秒15    | 68位 | 予選敗退 | 予選敗退 | 予選敗退 | 予選敗退 |
| ジョージア＝リー・ヴェレ | 女子100m自由形     | 1分01秒88 | 57位 | 予選敗退 | 予選敗退 | 予選敗退 | 予選敗退 |